# Ancien hôtel de ville de Meximieux
L'ancien hôtel de ville de Meximieux est un monument situé Place Vaugelas à Meximieux. Il fut construit en 1818 et incluait originellement un dôme. Sa première destination était alors de constituer à la fois une halle à blé, la mairie et un foyer de garde. Depuis les années 1970, la mairie de Meximieux a été transférée dans des bâtiments de l'ancien Petit séminaire. Aujourd'hui, l'édifice abrite un cinéma et le syndicat d'initiative (dans sa partie latérale Sud).

## Histoire
En 1845, on procède à la surélévation du bâtiment : un prétoire pour les audiences judiciaires est installé au premier étage. En 1859, une cloche de 800 kg est installée dans le beffroi du bâtiment. En 1900, le bâtiment est entièrement rénové.
Lors de la bataille de Meximieux en 1944, le colonel Murphy qui a installé son quartier général au Petit séminaire utilise le beffroi de ce qui était l'hôtel de ville de Meximieux pour observer les mouvements de troupes ennemies sur la plaine de l'Ain.
Devant l'entrée du bâtiment, est installée en 1951 la statue « Meximieux à ses Enfants héroïques et illustres » de H.Collomb. De part et d'autre, sont installés deux bas-reliefs : à gauche un bas-relief relatif à la Seconde Guerre mondiale ; à droite un autre consacré à Claude Favre de Vaugelas.